# Грегоријански календар
Грегоријански календар или нови календар је најкоришћенији календар на свету. Као модификација јулијанског календара, први га је предложио калабријски доктор Алојзије Лили, а прогласио га је 1582. године папа Гргур XIII, по коме је добио име, путем папске буле Inter gravissimas. Његове године се броје од године рођења Исуса Христа.
Грегоријански календар је уведен пошто је просечна година у јулијанском календару била незнатно дужа у односу на тропску годину, изазивајући да пролећна равнодневница полако иде уназад у календарској години, као и лунарни календар који се користио за одређивање датума Ускрса.
Грегоријански календар је решио ове проблеме избацивањем извесног броја дана, да би се календар вратио у синхронизацију са годишњим добима, односно, тропском годином, и малим скраћивањем просечног броја дана у календарској години, избацивањем три јулијанске преступне године сваких 400 година.

## Историја
По савету немачког астронома Кристофера Клавијуса (1538—1612) и напуљског физичара и астронома Алојзија Лилија (1520—1576), папа Гргур XIII (1502—1585) је 24. фебруара 1582. обзнанио реформу до тада постојећег, јулијанског, календара папском булом Inter Gravissimas названом по прве две речи њеног текста.
Папска була је садржала следеће одредбе:
1. Из календара ће се изоставити 10 дана, тако да после четвртка 4. октобра 1582. следи петак 15. октобар.
2. Преступна је свака година дељива са 4, осим година дељивих са 100 код којих су преступне само оне дељиве са 400.
3. Преступна година има један дан више од просте који се ставља на крају месеца фебруара.
4. Ускрс ће се одсад израчунавати по новом правилу, везаном за нови календар.
5. Први дан у години биће 1. јануар.

Овај нови календар назван је по папи Гргуру грегоријански. По њему је просечна дужина трајања године смањена на 365,2425 дана (365+97/400 = 365,2425 јер има 97 преступних година на сваких 400) што даје грешку од 365,2425 – 365,2421890 = 0,00031 дан ≈ 26 секунди. То значи да ће се ова грешка акумулирати на један дан за 1/0,00031 ≈ 3225 година, односно нешто краће јер се током времена дужина трајања соларне година смањује, а грешка повећава.
Разлика између грегоријанског и јулијанског календара је та што грегоријански има 97 преступних година у сваких 400, а јулијански 100. У грегоријански календар уведано је „секуларно правило“ да су године дељиве са 100 (секуларне године) просте, осим ако су дељиве са 400, у ком су случају преступне. То значи да су године 1700, 1800, 1900, 2100, итд. преступне по јулијанском, а просте по грегоријанском календару. Почетна разлика између јулијанског и грегоријанског календара од 10 дана, данас износи 13 дана, а након 2100. увећаће се на 14 дана (што значи да ће Божић по јулијанском календару падати од тада 8. јануара по грегоријанском календару).
Постојао је својевремено предлог британског астронома Џона Хершела да се уведе 4000-годишње правило по којем би свака година дељива са 4000 била проста уместо преступна, чиме би се просечна дужина трајања године смањила на 365 + 969/4000 = 365,24225 дана, што је ближе тропској години, али овај предлог никада није прихваћен.
Увођењем грегоријанског календара, календарска година је приближена тропској највише до тада.
Када је папа Гргур 1582. године увео нови календар, њега су одмах прихватиле Италија, Пољска, Португал и Шпанија, а убрзо и остале католичке земље. Протестантске земље прешле су на грегоријански календар много касније, а православне тек у 20. веку, с тим што православне цркве никада нису прешле на овај календар (погледајте Миланковићев календар).
У Краљевини СХС, „нови“ - грегоријански календар званично је прихваћен Законом о изједначавању старог и новог календара од 10. јануара 1919. године, објављеном у првом броју „Службених новина Краљевства Срба, Хрвата и Словенаца“. Овим законом одређено је да у целој држави на дан 15. јануара 1919. године по „старом“ - јулијанском календару престаје да важи стари календар и да се даном 28. јануара 1919. године, уводи рачунање времена по „новом“ календару. Држава је усвојила грегоријански календар у време када није постојао Сабор СПЦ, па је тако СПЦ остала на старом календару.
За време и после Првог светског рата, осим у Краљевини СХС, јулијански календар у ванцрквеној примени напустиле су и Бугарска, Грчка, Румунија и Русија. У Турској, грегоријански календар је почео да се примењује 1925. године.

## Карактеристике

### Бројање година
Године се у хришћанском календару данас броје од рођења Исуса Христа. Године 523. папски намесник Бонифације наредио је монаху Дионисију Малом да одреди начин како ће се спроводити Александринско правило донето на Првом васељенском сабору у Никеји 325. године, а које каже да ће се године бројати од рођења Исуса Христа. Дионизије је (погрешно) израчунао да је Исус рођен 25. децембра 753. године од оснивања Рима, и одредио да хришћанска (нова) ера почиње 1. јануаром 754. године која је названа 1. година нове ере. Како је Дионизије установио датум Христовог рођења није познато, али је познато да је Христ рођен у време владавине цара Ирода Великог који је умро 750. године од оснивања Рима, што значи да је Дионизије погрешио за најмање 3 године. Иако је ово убрзо схваћено, овакво погрешно бројање година задржало се до данас.
С обзиром да хришћанска ера почиње од рођења Исуса Христа, на први поглед изгледа нелогично да је он рођен 25. децембра, а не 1. јануара. То је, међутим, нормално јер је у време Христовог рођења већ био одређен данашњи распоред месеци и број дана у њима, и било би нелогично померати их. Касније су људи почели да називају године пре рођења Христа годинама пре нове ере, али пошто нула тада још није била позната 1. година н. е. следи одмах након 1. године п. н. е.
Јулијански календар уведен је 45. п. н. е., али када се у данашње време говори о датумима пре ове године, нормално је да се јулијански календар продужи уназад. Ово се назива пролептички јулијански календар. У пролептичком јулијанском календару преступне су све године пре нове ере које при дељењу са 4 дају остатак 1 (због непостојања 0. године).
Такође постоји и пролептички грегоријански календар који се односи на датуме од пре 1582. године. Да не би дошло до забуне, пролептички грегоријански календар се ретко користи, уместо њега се за све датуме до 4. октобра 1582. користи јулијански, а од 15. октобра 1582. грегоријански. Пошто нису све земље прешле на грегоријански календар 1582, то се често неки датуми и после ове године рачунају по јулијанском календару уколико га је дата земља у то време још увек користила. Када се, на пример, каже да је Октобарска револуција почела 24. октобра 1917. то се односи на јулијански календар, док би по грегоријанском то био 6. новембар 1917.

### Нова година
Када је Јулије Цезар увео јулијански календар, одредио је 1. јануар за почетак нове године уместо 1. марта који се користио до тада. Пошто се црква оштро противила прославама Нове године уз обиље алкохола, на Тридентском концилу 567. године утврђено је да је први јануар као почетак нове године узет грешком и да га треба променити. Током средњег века коришћени су различити датуми као почетак нове године. Ако се, на пример, неки документ односи на годину X, то по данашњем систему може бити:
- 1. март X. – 28/29. фебруар X+1 године
- 1. јануар X – 31. децембар X године
- 1. јануар X-1 – 31. децембар X-1 године
- 25. март X-1 – 24. март X. године
- 25. март X. – 24. март X+1 године
- Велика субота X. – Велики петак X+1 године
- 25. децембар X-1 – 24. децембар X. године

У Византијском царству се почетак године рачунао од 1. септембра, али се године нису бројале од рођења Исуса Христа, него од настанка света, за који су утврдили да је био 1. септембра 5509. п. н. е. Од 18. века већина држава се вратила почетку године 1. јануара, осим Италије и Енглеске које су се 1. јануару вратиле 1750. године. Међутим, када су у питању преступне године, оне су се увек рачунале узимајући 1. јануар за почетак године.

### Соларни циклус, златни број и индикција
У Јулијанском календару веза између дана у недељи и датума у години понавља се у периодима од по 7 x 4 = 28 година. У грегоријанском календару ово се може применити само на периоде у које не улазе године дељиве са 100. Период од 28 година назива се соларни циклус. Свака година у једном соларном циклусу има свој соларни број који се добија следећом једначином:
Соларни број = (година + 8) mod 28 + 1
Свака година има и свој златни број. Веза између месечевих мена и датума понавља се у периоду од 19 година (19 x 365,24219 ≈ 235 x 29,52052 односно, у 19 тропских година иде 235 синодичких месеци), тако да свака година у том периоду има свој златни број који се добија на следећи начин:
Златни број = (година mod 19) + 1
Индикција је коришћена у средњем веку да би се означило место године у 15-годишњем циклусу прикупљања пореза. Увео ју је император Константин Велики 1. септембра 312. и коришћена је до 1806. Израчунава се на следећи начин:
Индикција = (година + 2) mod 15 + 1
Индикција нема никаквог астрономског значења
Ова три броја карактеристична су за сваку годину и важна су за разна израчунавања, посебно за израчунавање датума Ускрса.

### Јулијански период и јулијански дан
Јулијански период и јулијански дан не смеју се мешати са јулијанским календаром. Француски научник Жозеф Жасти Скалиже (1540—1609) желео је да направи нови систем бројања година у коме ће свака година имати свој број, без н. е./п. н. е. И тако је измислио Јулијански период назван по његовом оцу Жулију Сезару Скалижеу (1484—1558). Скалижеов Јулијански период почиње 1. јануара 4713. п. н. е. и траје 7980 година после чега поново креће од 1. Година 4713. п. н. е. узета је јер су њена индикција, златни и соларни број били 1. Они ће поново бити 1 тек после 15 x 19 x 28 = 7980 година, то јест 3268. године н. е.
Астрономи су по сличном принципу измислили и јулијански дан (JD) да би сваком дану у једном јулијанском периоду доделили јединствен број. JD 0 почиње у 12:00 UTC 1. јануара 4713. п. н. е. и траје до поднева 2. јануара 4713. п. н. е. Тако, 1. јула 2003. н. е. у подне почиње JD 2452882. Често се користе и децимале, па се 15:00 UTC 1. јула 2003. може означити са JD 2 452 882,125.
Да би се израчунао јулијански дан користи се следећи алгоритам (дељење се односи на целе бројеве, остатак се занемарује):
Добија се јулијански дан који почиње датог дана у подне. Уколико се жели израчунати JD за датум пре нове ере, година се најпре мора претворити у негативан број, н. п. р. 1. година п. н. е. = 0; 10. година п. н. е. = -9.
Да би се израчунало ком датуму одговара дати јулијански дан, користи се следећи алгоритам:
За грегоријански календар:
a = JD + 32044
b = (4a + 3) / 146097
c = a – (146097b)/4
За јулијански календар:
b = 0
c = JD + 32082
Даље, за оба календара:
d = (4c + 3) / 1461
e = c – (1461d)/4
m = (5e + 2) / 153
дан = e – (153m +2 )/5 + 1
месец = m + 3 – 12 x (m / 10)
година = 100b + d – 4800 + (m / 10)
Понекад се користи и модификовани јулијански дан (MJD) који је за 2400000,5 мањи од јулијанског дана. Тиме се добијају бројеви који су мањи и лакши за рачунање, и MJD почиње у поноћ, а не у подне. MJD 0 почео је 17. новембра 1858. године (по грегоријанском) у 00:00 UTC.
Јулијански дани и модификовани јулијански дани веома су корисни за астрономију, посебно за астронаутику. Осим јулијанских, постоје и лилијански дани (LD) који се броје од поноћи 15. октобра 1582. Године (= LD 1). Названи су по већ поменутом астроному Алојзију Лилију.

### Називи месеци
Данас већина језика, укључујући и српски, користи исте називе за месеце у јулијанском и грегоријанском календару, који потичу из латинског језика. Једино неки словенски језици (хрватски, чешки, пољски, белоруски и украјински) користе старе словенске називе за месеце.
- Јануар (лат. Januarius) носи име по римском богу са два лица Јанусу.
- Фебруар (лат. Februarius) носи име по римском празнику Februa.
- Март назван је по римском богу рата Марсу.
- Април (лат. Aprilis) назван је по грчкој богињи Афродити или по латинском глаголу aperire што значи отворити (асоцира на пролеће).
- Мај носи име по римској богињи Маји.
- Јун назван је по врховној римској богињи Јунони.
- Јул назван је 44. п. н. е. по Јулију Цезару.
- Август (лат. Augustus) је 8. п. н. е. назван по императору Августу.
- Септембар (лат. September) је настао од речи septem што значи седам, јер је био седми месец у старом римском календару.
- Октобар (лат. October) – од речи octo – осам.
- Новембар (лат. November) – од речи novem – девет.
- Децембар (лат. December) – од речи decem – десет.

## Верске заблуде
Грегоријански календар користе само цркве западног хришћанства, а присутно је и погрешно веровање да га користе и неке православне помесне цркве. Наиме, све помесне цркве (осим Јерусалимске, Руске, Српске, Грузијске и манастира Свете горе), предвођене Цариградском патријаршијом, користе новојулијански календар (Миланковићев календар), а не грегоријански календар. Мешање ова два календара је присутно због њиховог поклапања, разлика за један дан ће се појавити тек 2800. године. Због оваквих заблуда, приликом обележавања великих хришћанских празника (нпр. Божић — 25. децембар), често се могу чути честитке упућене свим хришћанским црквама које празник прослављају по грегоријанском календару. Заправо, Католичка црква и већина православних помесних цркава употребљавају два различита календара — грегоријански и Миланковићев.